# Ilja Semjonowitsch Kremer
Ilja Semjonowitsch Kremer (russisch Илья Семёнович Кремер; * 28. Januar 1922 in Homel, Weißrussische SSR; † 23. März 2020 in Moskau) war ein russischer bzw. sowjetischer Historiker und Germanist sowie Politologe mit Schwerpunkt Geschichte der internationalen Beziehungen.

## Leben
Kremer wuchs in der russischen Provinz als Sohn eines Angestellten auf, studierte Geschichte an der  Leningrader und Moskauer Universität und wurde in Geschichtswissenschaften promoviert.
Im Juli/August 1941 arbeitete er am Bau einer Befestigungsanlage in Roslawl mit, anschließend war er im Moskauer Werk „Krasnaja Presnja“ für das Laden der Akkumulatoren für die elektrische Zündvorrichtung der Katjuscha-Raketenwerfer verantwortlich. Wegen starker Kurzsichtigkeit wurde er anfangs nicht für den Kriegsdienst angenommen. Von 1941 bis 1943 arbeitete er in einer Flugzeugwerft als Dreher und in der Qualitätsprüfung.
Ab Juli 1943, nach Beendigung des dritten Studienjahres an der Lomonossow-Universität, kämpfte er in der Roten Armee im  Großen Vaterländischen Krieg. Ab Sommer 1944 an der 1. Belorussischen Front (mit den Stationen Chełm – Lublin – Warschau – Poznań – Berlin) als Geschützführer einer Fliegerabwehrkanone. Er war an der Befreiung Berlins am 8. Mai 1945 beteiligt. Ab Ende April 1945 war er Dolmetscher in einer operativen Gruppe des Stabes des 5. Flak-Korps in Berlin. Er dolmetschte bei Verhören des Chefs der Luftverteidigung Berlins, Oberst Hans Wellermann und übersetzte die Dokumentation der V2. Im November 1945 wurde er demobilisiert.
1948 beendete er das Studium an der Historischen Fakultät der Moskauer Universität. Bereits ab 1946 arbeitete er im Verlag Politisdat. Bis 1953 war er in der Redaktion des Diplomatischen Wörterbuchs beschäftigt. Anschließend unterrichtete er bis 1955 Geschichte am Moskauer automechanischen Technikum.
Von 1955 bis 1966 war er Mitarbeiter des Instituts für Geschichte der Akademie der Wissenschaften der UdSSR, von 1966 bis 1974 Abteilungsleiter am Institut der Internationalen Arbeiterbewegung der Akademie der Wissenschaften der UdSSR und von 1974 bis 1991 Professor und Politologe am Lehrstuhl für Internationale Beziehungen des Instituts für Gesellschaftswissenschaften des Zentralkomitees der Kommunistischen Partei der Sowjetunion (KPdSU) in Moskau. Seit 1993 war er Professor am Institut für Theorie und Geschichte der internationalen Beziehungen der  Staatlichen Linguistischen Universität Moskau. Als Gastprofessor lehrte er an der Fakultät für Geschichte der Freien Universität Berlin (1979, 1980–1981, 1991–1992), am Institut für politische Probleme der Universität Bonn (1985) am Zentrum für Friedens- und Konfliktforschung der Eidgenössischen Technischen Hochschule Zürich (1993). Er hat mehr als 150 wissenschaftliche und journalistische Werke in sowjetischen, russischen, deutschen und englischen Publikationen veröffentlicht.

## Wissenschaftliche Tätigkeit
1958 verteidigte er die Dissertation zum Kandidaten der Wissenschaften mit der Arbeit Der Einfluss der Oktoberrevolution auf de Arbeiterbewegung Deutschlands am Ende des Ersten Weltkriegs. 1972 wurde er mit der Arbeit Innenpolitischer Kampf in der Bundesrepublik Deutschland zu Problemen der außenpolitischen Orientierung 1949–1970 zum Doktor der Wissenschaften promoviert.
Die Hauptrichtung seiner Forschungen war die Geschichte Deutschlands und der Internationalen Beziehungen.
Er nahm an mehreren internationalen Konferenzen teil:
- Sowjetisch-italienische Konferenz von Historikern (Rom, 1969)
- Sowjetisch-französische Konferenz von Historikern (Thionville, 1990)
- Jährliche Konferenzen des Internationalen politischen Klubs (Berlin), Bergedorfer Arbeitskreis (Hamburg, Moskau).

Er leitete die Internationale Konferenz zur Historiografie des Zweiten Weltkriegs und des Faschismus, die 1989 in Wien von der FIR organisiert worden war, und gab die Materialien dazu unter dem Titel Faschismus – Krieg – Widerstand heraus.

## Gesellschaftliche Tätigkeit
Seit den 1960er Jahren war Kremer Mitglied des Sowjetischen Komitees für Europäische Sicherheit. Seit 1973 war er Vorsitzender des sowjetischen bzw. russischen Komitees der Veteranen des Krieges in der Fédération Internationale des Résistants (FIR), der Internationalen Föderation der Widerstandskämpfer gegen den Faschismus. Er war politischer Sekretär der FIR, als Vertreter des sowjetischen bzw. russischen Veteranenverbandes und als Berater für internationale Beziehungen engagiert. Seit 1991 ihr Generalsekretär und seit 2004 ihr Ehrenpräsident.
Weiterhin war er Mitglied des Vorstands der Gesellschaft „Russland-BRD“ und seit 1975  Mitglied des Journalistenverbandes der UdSSR bzw. Russlands.

## Ehrungen und Auszeichnungen
- Medaille „Für Verdienste im Kampf“ (1. Juli 1945)[8]
- Orden des Vaterländischen Krieges Stufe II 6. April 1985[8]
- Ehrenpräsident der Fédération Internationale des Résistants (FIR)
- Michel-Vanderborght-Award der FIR

## Schriften
- Die Sowjetunion und Russland nach 1985: Von der Oktoberrevolution zur Oktoberkrise, Forschungsstelle für Sicherheitspolitik ETH Zürich 1993, ISBN 978-3-905641-32-5